# Staffansby

Staffansbys läge i Helsingfors.

Staffansby (finska Tapaninkylä) är en stadsdel i Helsingfors stad. Delområden är Staffansslätten och Mosabacka.